# آرش عزیزی
آرش عزیزی (زاده ۱۳۶۶) مورخ، خبرنگار و مترجم اهلِ ایران است. او از مجریان برنامهٔ اتاق خبر در شبکهٔ من‌وتو بود. مطالب او در رسانه هایی چون المانیتور، آتلانتیک و نیوزلاین منتشر شده است.  عزیزی هم‌اکنون مدرس ارشد تاریخ در دانشگاه کلمسون است. او پی‌اچ‌دی خود را در سال ۲۰۲۳ از دانشگاه نیویورک در رشته «تاریخ و مطالعات خاورمیانه» دریافت کرد.

## زندگی
آرش عزیزی در سال ۱۳۶۶ در خانواده‌ای که پدر و مادرش هر دو فیلم‌ساز و برنامه‌ساز تلویزیونی بودند زاده شد. در ۱۳۸۲ برای تحصیل در مقطع دبیرستان به انگستان رفت پس از گرفتن مدرک پایان متوسطه مدتی در مالزی زندگی کرد و در ۱۳۸۵ به تهران بازگشت و در همان سال نخستین ترجمه‌اش در ایران منتشر شد و به فعالیت خود را در زمینه ترجمه و روزنامه‌نگاری ادامه داد. تا آن که در ۱۳۸۷ به همراه خانواده به کانادا مهاجرت کرد و در دانشگاه تورنتو به تحصیل در رشتهٔ «کارشناسی در مطالعات دیاسپورا و تاریخ» پرداخت. پس از دانش‌آموختگی از این دانشگاه برای کار به انگلستان رفت و در آن‌جا نخست به بی‌بی‌سی اینترنشنال و سپس به شبکهٔ من و تو پیوست. برای ادامه‌تحصیل به آلمان رفت و کارشناسی ارشد «تاریخ جهان» را از دانشگاه آزاد برلین گرفت. پس از دانش‌آموختگی از این رشته به شهر نیویورک در ایالات متحد رفت و از سال ۲۰۱۷ دانشجوی دکترا در دانشگاه نیویورک در رشته «تاریخ و مطالعات خاورمیانه» است.

## روزنامه‌نگاری
او روزنامه‌نگاری را از آبان ۱۳۷۹ در سنین نوجوانی با مجلهٔ دانش و مردم به سردبیری پرویز شهریاری آغازید. برای تحصیل در مقطع دبیرستان به انگستان رفت پس از گرفتن مدرک پایان متوسطه و بازگشت به ایران همکاری خود را با روزنامهٔ کارگزاران کلید زد و هنگام تحصیل در دانشگاه تورنتو در جای‌گاه خبرنگار به استخدام مجلهٔ شهروند تورنتو درآمد. پس از دریافت مدرک کارشناسی در مطالعات دیاسپورا و تاریخ از دانشگاه تورنتو به لندن رفت. در مجله‌ها و روزنامه‌های داخلی ایران و خارج از ایران مقالات متعددی از او منتشر شده است. از او مقالات و مصاحبه‌های گوناگونی به زبان انگلیسی در نشریه‌های گوناگون چاپ شده است.
از جمله فعالیت‌های روزنامه‌نگاری او، مصاحبه و گفتگو با چهره‌های سرشناسی چون شیرین عبادی، انوشه انصاری، مایکل ایگناتیف، جک لیتون، نازنین افشین جم، خاویر سولانا، رابرت موگابه، مهاتیر محمد، عبدالله احمد بداوی، شیرین نشاط، محسن نامجو، گری سیک، آندریا هوروات، جورج اسمیترمن، جورج گلوی، رامین جهانبگلو، طارق علی، دیاه، گری سیک و جان مرشهایمر، اروند آبراهامیان، عباس امانت، میثاق پارسا و دیگر چهره‌ها را می‌توان نام برد.

## در شبکهٔ من‌وتو
او تا سال ۲۰۱۶ به‌طور تمام وقت در اتاق خبر مشغول فعالیت بود و پس از آن به عنوان خبرنگار آزاد با این شبکه همکاری می‌کند. در مذاکرات مربوط به برجام به عنوان خبرنگار اطلاع‌رسانی می‌کرد.

## ترجمه‌ها
- ۱۳۸۶ - مارکس، قدم اول. ادوارد دل‌ریو (ریوس). نشر و پژوهش شیرازه.[۲۷]
- ۱۳۸۷ - مارکس در لندن: راهنمای مصور. آسا بریگز به همراهی جان دکر و جان میر. انتشارات گام نو.[۲۸]
- ۱۳۸۷ - عصر وایکینگ.دیوید شفر. انتشارات ققنوس.[۲۹]
- ۱۳۸۸ - جسارت امید: تاملاتی در بازیابی رؤیای آمریکایی، باراک اوباما. نشر چشمه[۳۰]
- ۱۳۸۸ - جنگ کریمه. دبورا بکراش.[۳۱]
- ۱۳۹۰ - خدایی نیست به جز خدای یکتا: ریشه‌ها، تکامل و آیندهٔ اسلام. رضا اصلان.[۳۲]
- ۱۳۹۱ - دولت و فرودستان: فراز و فرود تجدد آمرانه در ترکیه و ایران. تورج اتابکی. انتشارات ققنوس[۳۳][۳۴]
- ۱۳۹۳ - تاریخ راک‌اندرول. آدام ووگ. انتشارات ققنوس[۳۵]
- ۱۳۹۴ - هیچ‌کس کامل نیست، بیلی وایلدر: زندگی‌نامه شخصی. شارلوت چندلر. انتشارات نیلا.[۳۶]